# سفين ساندبرج
سفين ساندبرج (بالسويدية: Sven-Olof Sandberg)‏ (و. 1905 – 1974 م) هو كاتِب، وممثل، من السويد، توفي عن عمر يناهز 69 عاماً.

## وصلات خارجية
- سفين ساندبرج على موقع IMDb (الإنجليزية)
- سفين ساندبرج على موقع ميوزك برينز (الإنجليزية)
- سفين ساندبرج على موقع قاعدة بيانات الأفلام السويدية (السويدية)
- سفين ساندبرج على موقع ديسكوغز (الإنجليزية)